# Marchissy
 (octobre 2012).
Si vous disposez d'ouvrages ou d'articles de référence ou si vous connaissez des sites web de qualité traitant du thème abordé ici, merci de compléter l'article en donnant les références utiles à sa vérifiabilité et en les liant à la section « Notes et références ».
Marchissy est une commune suisse du canton de Vaud, située dans le district de Nyon.
Situé au pied du Jura, le village de Marchissy est traversé par la route d’accès au col du Marchairuz.

## Bref historique
Au Moyen Âge, Marchissy se trouvait à la frontière des influences des Seigneurs de Bonmont et d’Aubonne, prémices sans doute de toute l'histoire de la commune qui s'est vue rattachée successivement de 1799 à 2006 aux districts de Rolle, d'Aubonne et de Nyon. Les archives de l'évêché de Genève sont également une source importante d'information notamment concernant l'église et ses deux tilleuls qui auraient été plantés aux environs de 1380, à sa construction. De façon plus certaine, c'est en 1903 qu’un des tilleuls, alors planté côté vent de l'église, s'effondre sous les coups de l'orage. Le Tilleul de Marchissy, rescapé, reçoit des soins pour le maintenir aussi longtemps que possible. Une fleur de tilleul est représentée sur les armoiries communales.

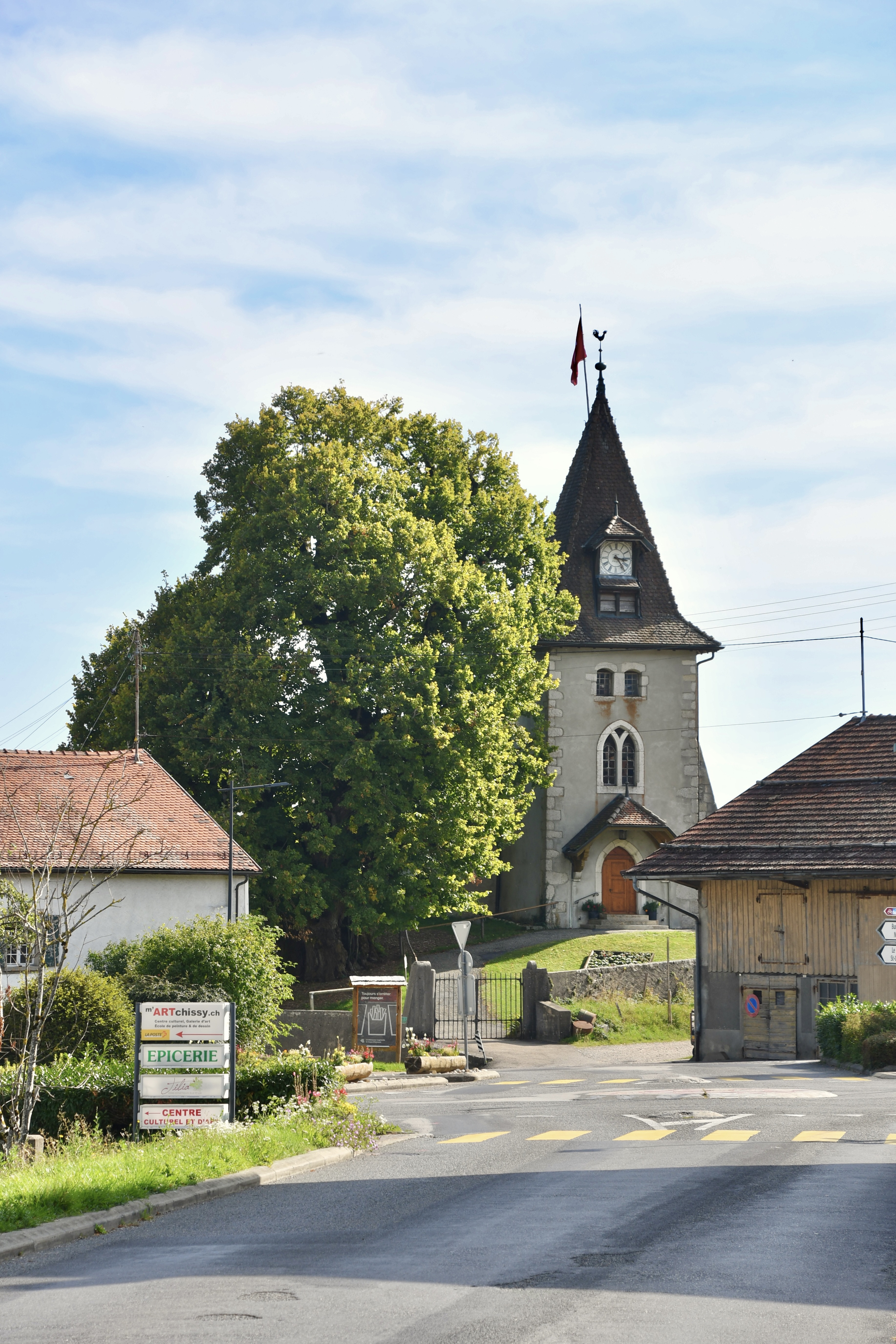
Le Tilleul de Marchissy.

L'année 1877 est marquée d’une pierre noire par l’incendie qui détruisit la moitié du haut du village emportant 22 bâtiments.
Le XXe siècle, moins dévastateur, voit la construction, en 1920, de la salle communale qui compte parmi les premières de la région.
C'est en 1994 que la commune inaugure son immeuble communal qui comprend trois locaux commerciaux, 6 appartements à loyers modérés et un abri PC. Quelques années plus tôt, le législateur[Qui ?] avait opté pour un chauffage à plaquettes de bois qui a permis, par étape, de chauffer l'auberge, la grande salle ainsi qu'un autre locatif communal.
L'année 2007 a vu l'inauguration d'un hangar forestier installé à l'orée de la forêt. Ce bâtiment en bois est dédié aux bureaux et ateliers de l'équipe forestière de l'AGFORS, groupement forestier de la Serine, qui regroupe trois triages forestiers.

## Héraldique
| Blason de Marchissy | Blason  | D'argent à la barre de sinople chargée d'une fleur de tilleul d'or. |
| Blason de Marchissy | Détails | Les armoiries de la commune sont approuvées par le canton de Vaud.  |

## Population

### Gentilé
Les habitants de la commune se nomment les Martiolans (variations : Marchiolans ou Marthiolands),.

### Démographie
Si Marchissy comptait 205 habitants en 1983, la population a plus que doublé en un quart de siècle pour dépasser aujourd’hui les 416 habitants.
Une bonne partie de la population exerce une activité professionnelle hors du village, le plus souvent sur l'arc lémanique.

## Patrimoine bâti
Temple réformé (ancienne église Saint-Nicolas). L'édifice, d'origine médiévale, a été doté en 1915-1915 de vitraux dus à Müller et Dufour. Restaurations en 1914-1915 et 1950-1951.
L'école, de 1874, selon les plans d'Auguste Falconnier, a été inspirée vraisemblablement par celle de Mont-la-Ville. Cloche du XVe siècle.

## Curiosités
- Sentiers balisés, pédestres et cyclables. Le sentier du Coq emmène le randonneur du village de Marchissy, à 810 m d’altitude, au chalet de la Perroude de Marchissy à 1 425 m en passant par le « pavillon », halte avec vue sur l’ensemble du bassin lémanique. Le sentier des douches serpente le long de la lisière de la forêt en offrant un panorama sur la chaîne des alpes et sur le lac Léman. Pour les VTTistes des parcours balisés par le TCS sillonnent 600 ha de forêt[réf. nécessaire].
- En mai 2000, l'Empereur Akihito du Japon et son épouse ont visité le village de Marchissy[8].